# The Black Gate (film)
The Black Gate er en amerikansk stumfilm fra 1919 af Theodore Marston.

## Medvirkende
| Skuespiller       | Rolle          |
| ----------------- | -------------- |
| Earle Williams    | Shaler Spencer |
| Ruth Clifford     | Vera Hampton   |
| Harry Spingler    | Wade DeForrest |
| J. Parks Jones    | Rod Spencer    |
| Clarissa Selwynne |                |
| Brinsley Shaw     | Norton         |
| J. Barney Sherry  | Bowen          |